# Aperam South America
Aperam South America ist ein brasilianischer Stahlproduzent mit Firmensitz in Belo Horizonte. Das Unternehmen ist Marktführer für rostfreie Flachstähle in Lateinamerika und gehört zur Luxemburger Aperam S.A.

## Geschichte

Altes logo

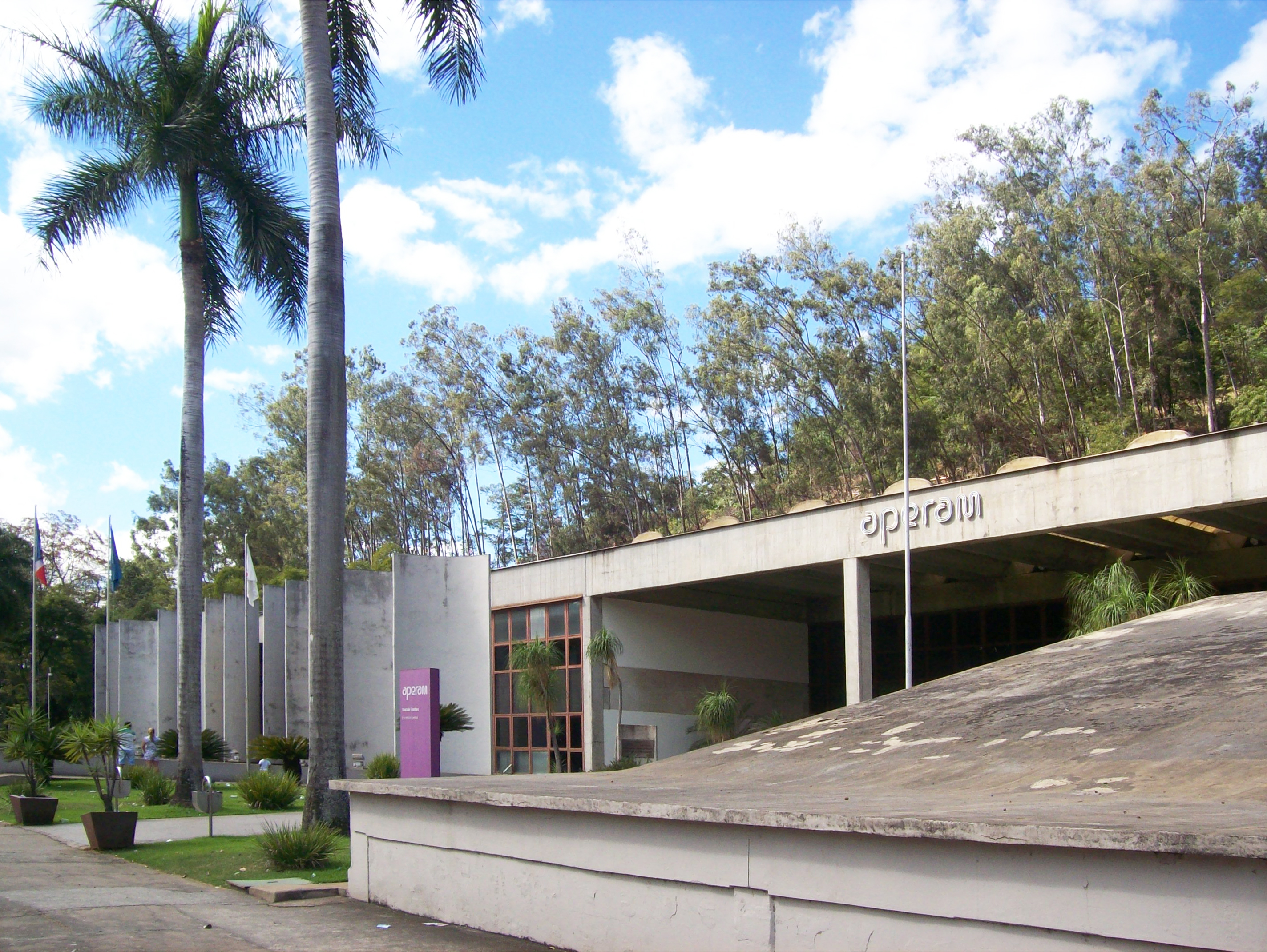
Hauptgebäude der Aperam South America in Timoteo

Am 31. Oktober 1944 gründeten Athos de Lemos Rache, Amyntas Jacques de Moraes und Persival Farquhar in Itabira die Companhia de Aços Especiais Itabira (Acesita). Ziel war es, den auf Grund der zunehmenden Industrialisierung des Landes wachsenden brasilianischen Markt mit Stahl versorgen, der mit Beginn des Zweiten Weltkrieges mit Importproblemen zu kämpfen hatte. 1965 entstand erstmals die Idee bei der Acesita, rostfreien Stahl zu produzieren. Dazu wurde der deutsche Ingenieur, Heinrich Hellbrügge, unter Vertrag genommen.
1998 übernahm der französische Stahlhersteller Usinor Acesita. Nach Übernahme durch Arcelor Mittal 2007 wurde der Firmenname in ArcelorMittal Inox Brasilien geändert. 2009 betrug der Nettoumsatz 2,1 Milliarden Real und das Unternehmen kontrollieren 78 % des brasilianischen Marktes für Edelstahl. Im Jahr 2011 wurde umfirmiert in Aperam South America.

## Aktivitäten
Produkte sind hauptsächlich rostfreien Stahl (2006: 371kT) und Silicium Stähle (GO/GNO)(2006: 187kT). Das einzige Werk befindet sich in Timóteo im Bundesstaat Minas Gerais. Daneben besitzt das Unternehmen (126.000 ha) Eukalyptusplantagen zur Produktion von Holzkohle, die im Hochofenprozess verwendet wird sowie einige Service Center wie beispielsweise in São Paulo. Aperam ist Marktführer für rostfreien Flachstahl in Lateinamerika und exportiert 31 % seiner Produktion nach Asien, Europa und Nordamerika.